# Mariano Crociata
Mariano Crociata (Castelvetrano, 16 marzo 1953) è un vescovo cattolico italiano, dal 19 novembre 2013 vescovo di Latina-Terracina-Sezze-Priverno e dal 22 marzo 2023 presidente della Commissione delle conferenze episcopali della Comunità Europea.

## Biografia
Nasce a Castelvetrano da una famiglia molto religiosa.

### Formazione
Ha studiato presso il Seminario vescovile di Mazara del Vallo e ha conseguito la maturità classica presso il Liceo statale.
Nel 1972 entra nell'Almo collegio Capranica: è il 118º alunno della VII decananza dei capranicensi. Successivamente frequenta i corsi di Filosofia e Teologia presso la Pontificia Università Gregoriana, a Roma, conseguendo il dottorato in Teologia, con la pubblicazione della tesi: Umanesimo e Teologia in Agostino Steuco.

### Ministero sacerdotale
Viene ordinato sacerdote il 29 giugno 1979 per la diocesi di Mazara del Vallo da Costantino Trapani, O.F.M., 77º vescovo diocesano. Dal 1985 al 1989 è parroco di Marinella di Selinunte. Successivamente il vescovo Emanuele Catarinicchia lo nomina arciprete di Marsala. Nel 2003 il vescovo Calogero La Piana lo nomina vicario generale della diocesi di Mazara del Vallo. A livello diocesano ricopre anche gli incarichi di direttore dell'Ufficio Catechistico e di assistente diocesano dell'Azione cattolica. È membro della commissione centrale nel sinodo della chiesa mazarese, del direttivo nel Consiglio presbiterale diocesano e del Collegio dei consultori.
Insegna Teologia fondamentale presso la Pontificia facoltà teologica di Sicilia e dirige il dipartimento di Teologia delle religioni presso la medesima pontificia facoltà. È inoltre docente di Teologia fondamentale e Cristologia presso l'Istituto di Scienze religiose di Mazara del Vallo ed esperto di dialogo con l'Islam.
È anche autore di diversi articoli sul dialogo interreligioso e di varie pubblicazioni di carattere teologico.

### Ministero episcopale
Il 16 luglio 2007 papa Benedetto XVI lo nomina 10º vescovo di Noto. Riceve la consacrazione il 6 ottobre 2007 a Noto dall'arcivescovo di Palermo Paolo Romeo, co-consacranti il vescovo di Mazara del Vallo Domenico Mogavero e l'arcivescovo titolare di Sisak e segretario generale del Sinodo dei vescovi Nikola Eterović. Alla celebrazione per la consacrazione è presente anche il vescovo di Butembo-Beni Melchisedec Sikuli Paluku, per via del "gemellaggio" con la diocesi di Noto, e tutti gli arcivescovi e i vescovi della Sicilia.
Il 25 settembre 2008 Benedetto XVI lo nomina segretario generale della Conferenza Episcopale Italiana per il successivo quinquennio a partire dal 20 ottobre 2008, subentrando a Giuseppe Betori. Lascia la sede di Noto ad Antonio Staglianò.
Nel settembre 2013 si preannuncia la sua nomina a nuovo ordinario militare in Italia ma sembra rifiutare. Il 2 ottobre dello stesso anno, a pochi giorni della scadenza del mandato, papa Francesco lo proroga nella carica di segretario generale della Conferenza Episcopale Italiana. Il successivo 19 novembre lo stesso papa Francesco lo nomina vescovo di Latina-Terracina-Sezze-Priverno. Prende possesso della diocesi il successivo 15 dicembre.
Durante la 68ª Assemblea generale della CEI, tenutasi a Roma dal 18 al 21 maggio 2015, viene eletto presidente della Commissione episcopale per l'Educazione cattolica, la Scuola e l'Università; ricopre l'incarico fino a maggio 2021.
Viene nominato delegato della CEI presso la Commissione delle conferenze episcopali della Comunità Europea (COMECE) dal Consiglio episcopale permanente del 25-27 settembre 2017. L'8 marzo 2018 è eletto vicepresidente della COMECE; il 22 marzo 2023 ne diventa presidente.

## Pubblicazioni
È autore di diversi articoli sul dialogo interreligioso ed ha curato vari testi dedicati a molteplici aspetti della Teologia delle religioni.
Ha pubblicato:
- Umanesimo e teologia in Agostino Steuco, Città nuova, 1987
- Teologia fondamentale: la Chiesa, Piemme, 1991
- Il crocifisso e le religioni, Città nuova, 2002
- Teologia delle religioni, Città nuova, 2006
- Per un discernimento cristiano sull'Islam, Città nuova, 2006
- La sapienza sulla bocca, la legge nel cuore, Il pozzo di Giacobbe, 2009
- I cattolici, l'unità d'Italia e la questione meridionale, San Paolo, 2011
- Pensare da credenti, San Paolo, 2013
- Seminare futuro. La Chiesa di fronte alla sfida educativa, EDB, Bologna 2015
- In ascolto della parola e del tempo. Esperienze di predicazione, Messaggero, Padova 2015

## Curiosità
Il 13 marzo 2013, in una nota inviata ai giornalisti accreditati, esprime "gioia e riconoscenza" per l'elezione del cardinale italiano Angelo Scola a successore di Pietro nonostante il cardinale protodiacono Jean-Louis Tauran avesse da poco annunciato l'elezione al soglio pontificio del cardinale argentino Jorge Mario Bergoglio.
Secondo il portavoce della CEI Domenico Pompili, la gaffe è stata "colpa del copia-incolla". Il comunicato ufficiale a firma di Crociata riportava correttamente il riferimento al cardinale argentino Jorge Mario Bergoglio, mentre la e-mail inviata da un operatore di un ufficio della CEI ai giornalisti accreditati presentava quello di Scola.

## Genealogia episcopale e successione apostolica
La genealogia episcopale è:
- Cardinale Scipione Rebiba
- Cardinale Giulio Antonio Santori
- Cardinale Girolamo Bernerio, O.P.
- Arcivescovo Galeazzo Sanvitale
- Cardinale Ludovico Ludovisi
- Cardinale Luigi Caetani
- Cardinale Ulderico Carpegna
- Cardinale Paluzzo Paluzzi Altieri degli Albertoni
- Papa Benedetto XIII
- Papa Benedetto XIV
- Papa Clemente XIII
- Cardinale Enrico Benedetto Stuart
- Papa Leone XII
- Cardinale Chiarissimo Falconieri Mellini
- Cardinale Camillo Di Pietro
- Cardinale Mieczysław Halka Ledóchowski
- Cardinale Jan Maurycy Paweł Puzyna de Kosielsko
- Arcivescovo Józef Bilczewski
- Arcivescovo Bolesław Twardowski
- Arcivescovo Eugeniusz Baziak
- Papa Giovanni Paolo II
- Cardinale Paolo Romeo
- Vescovo Mariano Crociata

La successione apostolica è:
- Arcivescovo Felice Accrocca (2016)
- Arcivescovo Giovanni Checchinato (2017)